# Ekaterina Alexandrova
Ekaterina Evgenyevna Alexandrova, nascida em 15 de novembro de 1994, é uma tenista profissional russa.
Ela ganhou quatro títulos de simples WTA, três títulos WTA 125 e quatorze títulos de simples no Circuito ITF. Em 20 de fevereiro de 2023, ela alcançou sua melhor classificação de simples, no 16º lugar. Em 26 de setembro de 2022, ela também alcançou a posição 58 no ranking de duplas WTA.

## Vida pessoal
Desde 1996, Alexandrova vive e treina em Praga, República Tcheca, com seus pais e dois irmãos, um irmão e uma irmã. Eles se mudaram depois de viajar para a cidade para um torneio juvenil, atraídos pela disponibilidade local de quadras de tênis em comparação com a Rússia. Segundo a jogadora, a Federação Russa de Tênis não sabia de sua existência antes de 2016 e ela nunca foi boa o suficiente para despertar o interesse da checa "Tcheca: Český tenisový svaz" (Associação Tcheca de Tênis) em termos de troca de cidadania. No entanto, ela sempre foi tentada pela possibilidade de vida mais fácil com um passaporte tcheco, especialmente considerando os vistos de viagem, mas não conseguiu implementar a oportunidade em um determinado momento - depois de coletar todos os documentos necessários, ela não conseguiu decidir se outra cidadania é realmente a decisão certa para ela, na verdade. Ela ainda não solicitou a cidadania tcheca.
Alexandrova fala russo e tcheco fluentemente, e também inglês, em menor grau. Seu pai, Evgeny, é seu treinador e Steffi Graf foi seu ídolo do tênis na infância. Entre os jogadores contemporâneos, ela admira principalmente Serena Williams e Roger Federer.

## Carreira

### 2016: Estreia no WTA Tour e Grand Slam, primeiro título WTA 125
Apesar de começar o ano como número 291 do mundo, Alexandrova conquistou seu quinto título ITF no evento de US$ 10k em Trnava.
Alexandrova então fez sua estreia em simples no WTA Tour no Katowice Open 2016, onde se classificou para a chave principal depois de sobreviver às rodadas da qualificatória como jogadora não cabeça de chave. Em sua primeira partida na chave principal do WTA, ela derrotou a número 115 do mundo, Klára Koukalová, antes de cair para a eventual finalista Camila Giorgi em três sets.
No primeiro torneio de grama de sua carreira, ela se classificou para um torneio de Grand Slam pela primeira vez em Wimbledon. Ela só conseguiu entrar na chave da qualificatória depois que dez jogadores à sua frente desistiram e foi também sua primeira aparição em Majors, vencendo por 14–12 e 13–11 contra Stephanie Vogt e Harriet Dart, respectivamente, para chegar à chave principal. No geral, ela jogou 108 games em apenas três partidas. Na primeira rodada, ela derrotou a ex-número 1 do mundo, Ana Ivanovic, em dois sets, causando uma das maiores surpresas do torneio.
Imediatamente após sua campanha em Wimbledon, Alexandrova voltou ao saibro e chegou à final da ITS Cup [en], um evento de US$ 50k, perdendo para a compatriota e cabeça de chave Elizaveta Kulichkova em três sets. No Tournoi de Québec, ela conquistou a maior vitória de sua carreira contra a número 59 do mundo, Julia Görges, na primeira rodada.
Entrando no Open de Limoges, evento WTA 125, como número 133 do mundo, Alexandrova causou um grande choque ao encerrar a temporada com o maior título de sua carreira. No caminho, ela derrotou três grandes favoritas locais: a quarta cabeça de chave Pauline Parmentier na segunda rodada, a segunda cabeça de chave Alizé Cornet nas semifinais, e a número 24 do mundo, Caroline Garcia, na final.

### 2017: Estreia no Top 100
Na temporada de 2017, Alexandrova continuou a ser uma presença constante no WTA Tour, mas não obteve grande sucesso. Ela recebeu entrada direta na chave principal do Australian Open pela primeira vez em sua carreira, mas perdeu para a compatriota e 30ª cabeça de chave Ekaterina Makarova na primeira rodada.
Ela fez sua estreia no top 100 com títulos consecutivos em eventos de US$ 60k Pingshan Open [en] e Open de Seine-et-Marne. Fazendo sua primeira aparição na chave principal do Aberto da França, ela venceu Kateřina Siniaková antes de perder para a eventual semifinalista e número 2 do mundo, Karolína Plíšková, em três sets. Em Wimbledon, Alexandrova perdeu para a eventual campeã Garbiñe Muguruza na primeira rodada.
Alexandrova se classificou para um torneio Premier 5 pela primeira vez na Rogers Cup, mas perdeu para a número 6 do mundo e eventual finalista, Caroline Wozniacki, na segunda rodada. No Open de Limoges, como defensora do título, ela perdeu nas quartas de final para Antonia Lottner.

### 2018: Primeira final do WTA
No Australian Open, ela foi derrotada por Madison Keys na segunda rodada, vencendo apenas um jogo no processo.
Depois de alguns resultados medíocres, Alexandrova saiu do top 100. No entanto, ela conseguiu chegar às semifinais de eventos de US$ 100k, como o Empire Slovak Open e o Ilkley Trophy. Com uma campanha até a final de outro evento de US$ 100k, o Hungaro Ladies Open [en], ela voltou ao top 100 após um breve período.
Ela fez sua primeira quarta de final do WTA no Korea Open, conquistando sua primeira vitória entre as 10 primeiras sobre a 10ª do mundo, Jeļena Ostapenko, em dois sets. Alexandrova teve um desempenho surpreendente em outro torneio internacional, agora em Linz, na Áustria, chegando pela primeira vez à final de um torneio WTA. Passando pela qualificatória perdendo apenas quatro games, Alexandrova venceu a compatriota Anastasia Pavlyuchenkova em dois sets para chegar à sua primeira semifinal do WTA. Lá, ela se recuperou de um 0-6 para vencer a ex-jogadora do top 10 Andrea Petkovic e garantiu sua vaga na final. No entanto, ela foi derrotada por Camila Giorgi em dois sets, mas mesmo assim voltou ao top 100 com sua fantástica sequência.
Ela encerrou a temporada como tradicionalmente no Open de Limoges, conquistando o título pela segunda vez em sua carreira depois de vencer Evgeniya Rodina em dois sets. Esta vitória solidificou sua posição no top 100, encontrando-se na 73ª posição do ranking após o torneio.

### 2019: No. 1 da Rússia
Alexandrova começou sua temporada no Shenzhen Open, onde perdeu na segunda rodada para a eventual campeã e cabeça de chave Aryna Sabalenka.
Jogando pela primeira vez em casa na chave principal de um torneio WTA, Alexandrova prevaleceu nas rodadas qualificatórias antes de chegar às quartas de final do St. Petersburg Trophy, onde caiu para Sabalenka, em dois sets, mais uma vez. Ela então estabeleceu uma nova classificação, a mais alta de sua carreira, no 59º lugar, após uma semifinal no Hungarian Ladies Open [en], onde conquistou cinco match points contra a eventual campeã Alison Van Uytvanck.
Com seu melhor resultado em um evento Premier Mandatory, Alexandrova alcançou a terceira rodada do Premier Mandatory Indian Wells Open ao derrotar a número 13 do mundo Caroline Wozniacki, em três sets. Ela não teve um bom desempenho em torneios de saibro, exceto no Aberto da França, chegando à terceira rodada de um torneio de Grand Slam pela primeira vez em sua carreira. Ela derrotou a 30ª cabeça de chave Mihaela Buzărnescu na primeira rodada, antes da impressionante finalista de 2010, Samantha Stosur, na segunda rodada.
Na temporada em quadras de grama, Alexandrova chegou às quartas de final em Eastbourne e Rosmalen, perdendo para as eventuais campeãs Karolína Plíšková e Alison Riske, respectivamente. Seguiu-se uma decepcionante eliminação na primeira rodada em Wimbledon, perdendo para Kateřina Siniaková em três sets.
Ela alcançou sua melhor performance em um torneio Premier 5 no Aberto do Canadá, chegando à terceira rodada da chave principal vinda da qualificatória. Depois de liderar na maior parte dos dois sets, Alexandrova caiu para Serena Williams em dois sets. Alexandrova também liderou o jogo contra a número 4 do mundo, Simona Halep, por um set e uma quebra na segunda rodada do Western & Southern Open, mas não conseguiu manter seu alto nível. Ela foi derrotada pela 33ª cabeça de chave Zhang Shuai na segunda rodada do US Open, jogadora que ela derrotou em Cincinnati anteriormente. No entanto, ela se tornou a russa com melhor classificação após este torneio.
Alexandrova alcançou sua segunda semifinal do WTA Tour da carreira no Korea Open, onde derrotou Kristie Ahn [en] nas quartas de final ao atingir um recorde pessoal de 22 aces. Outra forte campanha ocorreu em um evento Premier Mandatory, o China Open. Lá, ela surpreendeu a número 5 do mundo, Simona Halep, em dois sets após sua decepção em Cincinnati, conquistando a maior vitória de sua carreira. No entanto, ela foi derrotada pela compatriota Daria Kasatkina em dois sets.
Defendendo os pontos de finalista no Linz Open, Alexandrova chegou às semifinais, mas não conseguiu converter seus match points contra Jeļena Ostapenko e liderou no segundo e no último set. Fazendo sua estreia na chave principal da Kremlin Cup, a russa chegou às quartas de final, embora sua sequência tenha sido interrompida por Karolína Muchová. Pela terceira vez em sua carreira, Alexandrova encerrou a temporada com um triunfo no Open de Limoges, desta vez erguendo o troféu como primeira cabeça de chave.

### 2020: Primeiro título WTA, estreia na Fed Cup
Alexandrova começou a temporada no Shenzhen Open. Como quinta cabeça de chave, ela ganhou seu primeiro título de simples WTA derrotando a sétima cabeça de chave Elena Rybakina na final. Como resultado, ela se tornou a primeira jogadora a vencer um torneio WTA na nova década. No Australian Open, onde foi cabeça de chave em um evento de Grand Slam pela primeira vez, ela chegou à terceira rodada, onde perdeu para a sétima cabeça de chave e finalista do ano anterior, Petra Kvitová.
Alexandrova então representou a Rússia pela primeira vez em sua carreira, liderando o time contra a Romênia na Fed Cup como a número 1 da Rússia. Em sua estreia, ela levou a Rússia a uma vitória apertada por 3-2 sobre o time da casa, derrotando Elena-Gabriela Ruse em dois sets e Ana Bogdan em um apertado jogo de três sets, ajudando a garantir a vaga da Rússia no Finals da Fed Cup. Em seguida, ela participou do St. Petersburg Trophy, onde chegou às semifinais perdendo em três sets para a defensora do título e eventual campeã, Kiki Bertens. No Qatar Ladies Open, ela foi eliminada na primeira rodada por Amanda Anisimova. O WTA Tour foi suspenso de março a julho devido à pandemia de COVID-19.
Quando a WTA retomou os torneios em agosto, Alexandrova competiu no Palermo Ladies Open. Como oitava cabeça de chave, ela perdeu na segunda rodada para a eventual campeã Fiona Ferro. Como quinta cabeça de chave no Prague Open, ela foi derrotada na primeira rodada pela vinda da qualificatória Lesia Tsurenko. No Western & Southern Open, ela perdeu na segunda rodada para a americana vinda da qualificatória Christina McHale. O torneio foi realizado pela primeira vez no USTA Billie Jean King National Tennis Center, diminuindo o risco de transmissão do vírus a portas fechadas. No mesmo local de competição, ela surpreendeu a ex-número 1 do mundo e tricampeã, Kim Clijsters, na primeira rodada do US Open, após se recuperar de um set contra. No entanto, ela não conseguiu continuar sua boa campanha ao perder para Caty McNally na segunda rodada.
No Aberto da Itália em Roma, Alexandrova foi derrotada na primeira rodada pela décima cabeça de chave Elena Rybakina. Como sétima cabeça de chave no Internationaux de Estrasburgo, ela perdeu na segunda rodada para Kateřina Siniaková. Como 27ª cabeça de chave no Aberto da França, ela chegou à terceira rodada, onde foi derrotada pela terceira cabeça de chave Elina Svitolina.
Na primeira edição do Ostrava Open, Alexandrova perdeu na primeira rodada para a oitava cabeça-de-chave Anett Kontaveit. Seu último torneio do ano foi o Upper Austria Ladies Linz. Como quarta cabeça de chave, ela chegou às semifinais, onde foi derrotada pela segunda cabeça de chave Elise Mertens.
Alexandrova terminou a temporada em 33º lugar no ranking da WTA.

### 2021: Estreia nas Olimpíadas, campeão da Copa BJK, maior final da carreira em casa
Alexandrova iniciou sua temporada na primeira edição do Abu Dhabi Open. Como 17ª cabeça de chave, ela perdeu na terceira rodada para a segunda cabeça de chave Elina Svitolina. Como nona cabeça de chave na primeira edição do Gippsland Trophy, ela derrotou a cabeça de chave Simona Halep em sua partida das quartas de final depois de derrotar a campeã do Aberto da França, Iga Świątek. Ela foi derrotada na semifinal por Kaia Kanepi. Como 29ª cabeça de chave no Australian Open, ela perdeu na terceira rodada para a cabeça de chave Ashleigh Barty.
Como cabeça de chave em Lyon, Alexandrova foi derrotada na primeira rodada pela vinda da qualificatória e eventual campeã, Clara Tauson. No Dubai Championships, ela perdeu em uma batalha de três sets na primeira rodada para Coco Gauff depois de salvar vários match points e ter seus próprios match points. Competindo como cabeça de chave no St. Petersburg Ladies Trophy, ela chegou às quartas de final, onde foi derrotada pela compatriota e eventual finalista, Margarita Gasparyan. Como 30ª cabeça de chave em Miami, ela perdeu na terceira rodada para a quinta cabeça de chave Elina Svitolina.
No Porsche Tennis Grand Prix, Alexandrova chegou às quartas de final em um torneio de saibro do WTA Tour pela primeira vez em sua carreira, onde foi derrotada pela segunda cabeça de chave Simona Halep. Em Madrid, ela perdeu na primeira rodada para a 12ª cabeça de chave Victoria Azarenka. No Aberto da Itália, ela foi derrotada na terceira rodada por Jessica Pegula. Como terceira cabeça de chave no Internationaux de Estrasburgo, ela chegou às quartas de final, onde perdeu para a quinta cabeça de chave e eventual campeã, Barbora Krejčíková. Como 32ª cabeça de chave no Aberto da França, ela derrotou a sete vezes campeã de Grand Slam, Venus Williams, na primeira rodada. Ela foi derrotada na segunda rodada pela eventual campeã Krejčíková.
Alexandrova jogou apenas um torneio em quadra de grama para se preparar para Wimbledon. No Aberto da Alemanha, ela surpreendeu a segunda cabeça de chave Elina Svitolina na segunda rodada, conquistando sua segunda vitória entre as 10 primeiras do ano. Ela perdeu nas quartas de final para a quinta cabeça de chave e eventual finalista, Belinda Bencic. Como 32ª cabeça de chave em Wimbledon, ela foi surpreendida pela vinda da qualificatória Camila Osorio na segunda rodada.
Representando a Rússia nos Jogos Olímpicos de Verão, Alexandrova perdeu na segunda rodada para Nadia Podoroska depois de derrotar Elise Mertens na primeira rodada.
Alexandrova perdeu nas rodadas iniciais dos eventos Western & Southern Open e Tennis in the Land para Jennifer Brady e Irina-Camelia Begu, respectivamente. Ela encerrou uma sequência de três derrotas consecutivas no US Open, derrotando a ex-finalista de Grand Slam Sara Errani na primeira rodada com 42 winners. No entanto, ela foi surpreendida pela "lucky loser"  Kamilla Rakhimova na segunda rodada.
Ela perdeu para Tauson pela segunda vez no ano no Luxembourg Open antes de se retirar na rodada final da qualificatória do Ostrava Open. Depois de se recuperar por mais de um mês, Alexandrova voltou para a Kremlin Cup. Ela venceu o primeiro set contra a top 10 Ons Jabeur na primeira rodada antes de sua oponente ser forçada a se retirar. A russa então derrotou Anhelina Kalinina em dois sets para chegar às quartas de final pela primeira vez desde junho. Ela então selou uma grande reviravolta sobre a número 2 do mundo, Aryna Sabalenka, em dois sets antes de obter sua terceira vitória entre as 10 primeiras do torneio sobre Maria Sakkari, quando a grega foi forçada a desistir por 1–4 no set de abertura. Liderando por 6–4, 4–0 no set final contra Anett Kontaveit, ela não conseguiu fechar a vitória e acabou perdendo em três sets.
Alexandrova fez parte da seleção russa que venceu a primeira Billie Jean King Cup Finals em Praga. Ela perdeu a única partida que disputou na semana contra Clara Burel, mas a Rússia ainda conseguiu derrotar a França por 2 a 1 naquela eliminatória e ganhar o título no final da semana.

### 2022: Primeira semifinal do WTA 1000, dois títulos WTA, estreia no top 20
Alexandrova começou a temporada no Adelaide International 1. Ela perdeu na primeira rodada para Leylah Fernandez, que foi seguida por uma eliminação na segunda rodada para Garbiñe Muguruza, em Sydney. Sem ser cabeça de chave no Australian Open, ela perdeu para Bernarda Pera na primeira rodada. Depois de derrotar Camila Giorgi, ela foi derrotada por Maria Sakkari na segunda rodada em São Petersburgo. Alexandrova sofreu eliminações precoces em Indian Wells e Miami, perdendo para Simona Halep e Victoria Azarenka, respectivamente, nas segundas rodadas.
Alexandrova finalmente virou sua temporada nada assombrosa e chegou às semifinais do Charleston Open, derrotando Allie Kiick [en],  Zheng Qinwen, Karolína Plíšková e Magda Linette no caminho. Ela perdeu para a eventual campeã Belinda Bencic, em dois sets. Após uma eliminação na segunda rodada em Stuttgart para Anett Kontaveit, ela alcançou sua primeira semifinal de WTA 1000 em Madrid vinda da qualificatória, ultrapassando Jeļena Ostapenko e Amanda Anisimova no caminho. Ela perdeu para a eventual campeã Ons Jabeur na semifinal. No entanto, em seguida, na segunda rodada em Roma, perdeu para Maria Sakkari. Como 30ª cabeça de chave no Aberto da França, ela perdeu para Irina-Camelia Begu na segunda rodada.
Ela ganhou seu segundo título do WTA Tour em Rosmalen, passando por Dayana Yastremska, Anhelina Kalinina, Caty McNally, Veronika Kudermetova e Aryna Sabalenka perdendo apenas um set. Após uma derrota na segunda rodada para Daria Kasatkina em Berlim, ela sofreu uma lesão no pulso e fez uma pausa.
Ela sofreu algumas derrotas precoces após retornar de lesão, perdendo nas segundas rodadas em Cincinnati e Cleveland. Como 28ª cabeça de chave no US Open, ela chegou à segunda rodada, onde foi derrotada por Lauren Davis em três sets.
Alexandrova conquistou seu segundo título da temporada em Seul, derrotando Jeļena Ostapenko na final. Ela continuou em ótima campanha em Ostrava ao chegar às semifinais com vitórias sobre Victoria Azarenka, Daria Kasatkina e Tereza Martincová. Nas semifinais, ela foi derrotada pela número 1 do mundo, Iga Świątek, em três sets. Depois de chegar às semifinais em Ostrava, ela estreou entre as 20 primeiras no ranking da WTA em 10 de outubro de 2022. Como 15ª cabeça de chave em Guadalajara, ela lutou com a altitude ao perder para Camila Osorio na primeira rodada.

### 2023: Primeira quarta rodada em Major e segunda quartas de final em WTA 1000, título consecutivo de Rosmalen
Alexandrova começou sua temporada no Adelaide International 1. Ela perdeu na primeira rodada para Markéta Vondroušová em três sets. Foi seguido por uma desistência na segunda rodada do Adelaide International 2, depois de obter uma vitória na primeira rodada sobre Jaimee Fourlis [en] em dois sets. Como 19ª cabeça de chave no Australian Open, Alexandrova derrotou Ysaline Bonaventure e Taylor Townsend, antes de cair para Magda Linette na terceira rodada.
Em Miami, ela alcançou as quartas de final de um WTA 1000 pela segunda vez, derrotando a nona cabeça de chave Belinda Bencic e Bianca Andreescu por desistência no caminho.
Ela conquistou seu segundo título em quadra de grama em Rosmalen, onde defendeu seu título com sucesso vencendo a compatriota Veronika Kudermetova. Ela continuou em boa forma na grama, chegando à quarta rodada pela primeira vez em um torneio Major em Wimbledon.
De volta às quadras duras na América do norte Alexandrova chegou à final do Tennis in the Land, onde perdeu de virada um jogo de três sets para a "lucky loser" da qualificatória Sara Sorribes Tormo. No US Open, Alexandrova chegou até as oitavas de final onde perdeu para Markéta Vondroušová em sets diretos.

### 2024
Alexandrova teve um início de temporada decepcionante no Brisbane International, onde como "cabeça de chave" N° 7, ela ficou de "bye" na primeira rodada, perdendo logo em seu primeiro jogo na segunda rodada para a vinda da qualificatória Julia Riera [en] em sets diretos. Já em seu próximo compromisso, no Adelaide International teve um desempenho muito melhor. Lá, ela venceu Magda Linette na primeira rodada em jogo duro de três sets, Veronika Kudermetova na segunda em sets diretos e surpreendeu a todos quando venceu a cabeça de chave N° 1, Elena Rybakina, nas quartas de final em sets diretos. Na semifinal, ela levou o jogo a um "tie break" no segundo set que acabou perdendo para Jeļena Ostapenko. Depois disso, partiu para o Australian Open, no qual como "cabeça de chave" N° 17, perdeu na primeira rodada para Laura Siegemund em jogo de três sets.
Prosseguindo sua campanha em quadras duras, agora na Europa, Alexandrova participou do Upper Austria Ladies Linz, onde, como "cabeça de chave" N° 2, ficou de "bye" na primeira rodada, venceu a vinda da qualificatória, Jule Niemeier [en] na segunda em sets diretos e a "cabeça de chave" N° 5 e defensora do título Anastasia Potapova nas quartas de final, também em sets diretos. Na semifinal, venceu a "cabeça de chave" N° 3 Donna Vekić em um longo e equilibrado jogo de três sets. Na final, enfrentou a "wild card" e cabeça de chave N° 1, Jeļena Ostapenko, jogo que perdeu em sets diretos, ficando com o vice-campeonato.
No giro do Oriente Médio, no Qatar, Alexandrova chegou à terceira rodada, quando perdeu para a cabeça de chave N° 1 Iga Swiatek em sets diretos, e em Dubai, não passou da primeira rodada. O mesmo aconteceu em Indian Wells. Já no Miami Open seu desempenho melhorou consideravelmente. Alexandrova chegou à semifinal, suplantando jogadoras importantes do circuito, como Donna Vekić, Anastasia Pavlyuchenkova e surpreendeu a todos vencendo a número 1 do mundo Iga Świątek em convincentes sets diretos. Depois de passar por Jessica Pegula nas quartas de final em jogo de três sets, ela perdeu a semifinal para a eventual campeã Danielle Collins em sets diretos.
Alexandrova iniciou a temporada em quadras de saibro no Charleston Open, no qual perdeu para Taylor Townsend na primeira rodada em sets diretos. De volta à Europa, participou do no Porsche Tennis Grand Prix, onde perdeu na primeira rodada para a cabeça de chave N° 7, Ons Jabeur, em um jogo de três sets. No Aberto de Madri, ela perdeu seu jogo de estreia para Ashlyn Krueger em sets diretos. No Aberto de Roma, ela perdeu seu jogo de estreia contra Aliaksandra Sasnovich em sets diretos. Em seguida, no Internationaux de Strasbourg, passou por Cristina Bucsa na primeira rodada em sets diretos, mas perdeu para Magda Linette na segunda em jogo de três sets. No Aberto da França, como cabeça de chave N° 16, perdeu na primeira rodada para Viktoriya Tomova em sets diretos. Seu próximo compromisso, foi o Libéma Open, no qual chegou às semifinais, onde perdeu para Liudmila Samsonova em jogo de três sets.

## Patrocínios
Alexandrova é patrocinada pela Fila para roupas e calçados desde 2020. Ela foi patrocinada pela Lotto no início de sua carreira. Ela também é patrocinada pela Wilson para raquetes, especificamente usando a linha "Wilson blade".